# Чорнобильська молитва
«Чорнобильська молитва. Хроніка майбутнього» — книга білоруської журналістки і письменниці, лауреата Нобелівської премії з літератури, Світлани Алексієвич, присвячена аварії на Чорнобильській АЕС у 1986 році.
Алексієвич наступні десять років розмовляла із більш ніж п'ятьмастами свідками аварії, включаючи пожежників, ліквідаторів, політиків, лікарів, фізиків і пересічних громадян. Книга описує психологічну особистісну трагедію, якою стала Чорнобильська аварія, і досліджує враження людей, і те, як аварія вплинула на їхнє життя.
Текст був вперше опублікований в 1997 році в журналі «Дружба народів», публікація отримала премію журналу; в тому ж році була видана книга,
англійський переклад книги у 2005 році завоював премію Національного кола книжкових критиків США.
Швейцарський соціолог Жан Россіо у своїй рецензії на «Чорнобильську молитву» в 2000 році відзначає, що автор не нав'язує оцінку подій і не висуває звинувачень, але змушує читачів працювати над колективною пам'яттю про людські і соціальні наслідки Чорнобильської катастрофи, і що сприяти поширенню книг Алексієвич «етично необхідно».

### Екранізації і театральні постановки

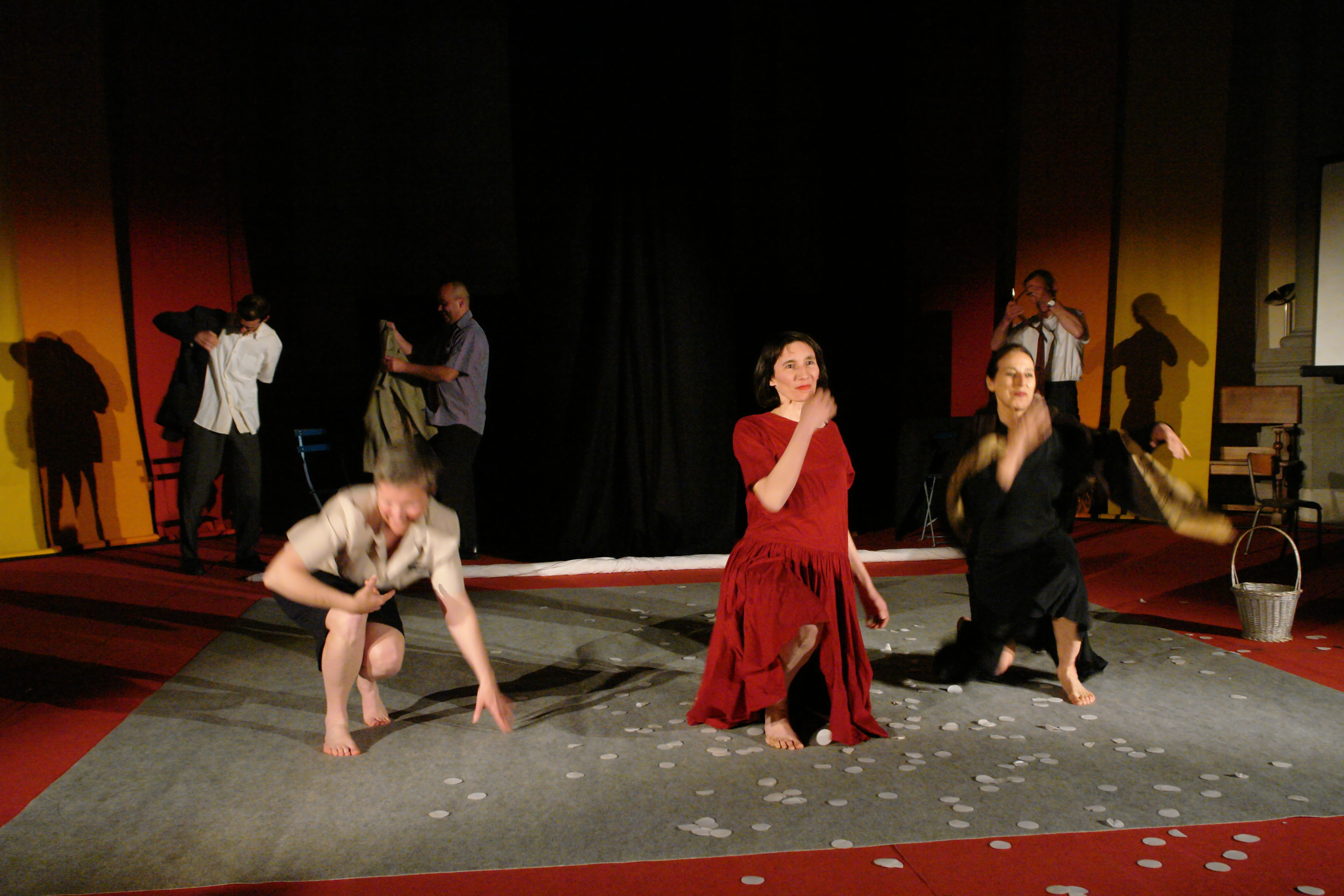
Вистава за книгою, Женева, 2009

- За мотивами книги режисером Хуанітою Вілсон знятий короткометражний фільм «Двері» (Ірландія, 2008)[7].

- У 2016 році був знятий драматичний фільм «Голоси Чорнобиля» — фільм французькою мовою, спільне виробництво Люксембург, Австрія і Україна. Фільм отримав приз Міннеаполісського/Сент-Польського міжнародного кінофестивалю і був висунутий Люксембургом на премію «Оскар» в категорії «фільм іноземною мовою».
- Серіал HBO 2019 року «Чорнобиль» частково заснований на книзі[8].

По книзі були поставлені вистави:
- «Bön för Tjernobyl», режисер Оса Кальмер. Швеція, 1999[9].
- «La prière de Tchernobyl», режисер Бруно Бусаголь. Клермон-Ферран, Франція, 1999[10]
- «A Prayer for Chernobyl», режисер Дженні Енгдал, New Vic Basement, Лондон, 1999[11]
- «La Supplication» — Theatre en Flammes, режисер Дені Майефер Лозанна, Швейцарія, 2001[12].
- «Чарнобыльская малітва», режисери Бруно Бусаголь (Франція), Валерій Анісенко (Білорусь) — Республіканський театр білоруської драматургії, Мінськ, 2002[13]. Створена телевізійна версія спектаклю (режисер М. Милашевський)
- «Чорнобильська молитва», режисер Йоел Лехтонен — Центр імені Мейєрхольда, 2006[14]
- «Tschernobyl: Eine Chronik der Zukunft» — моновистава, Landestheater Tübingen, Тюбінген, Німеччина, 2011[15]
- «Czarnobylska modlitwa», режисер Івана Щепковська  — Teatr Studio im. St. I. Witkiewicza, Варшава, 2013[16]